# Mesocolpodes
Mesocolpodes is een geslacht van kevers uit de familie van de loopkevers (Carabidae). De wetenschappelijke naam van het geslacht is voor het eerst geldig gepubliceerd in 1985 door Basilewsky.

## Soorten
Het geslacht Mesocolpodes is monotypisch en omvat slechts de volgende soort:
- Mesocolpodes coptoderoides (Jeannel, 1957)